# 봉화로 (김포시)
봉화로(Bonghwa-ro)는 경기도 김포시 사우동에서 북변동까지 이르는 김포시도로, 총 연장은 1.954 km이다. 이름은 마을 명칭인 봉화로로 명명되었다.

## 역사
- 2009년 12월 17일 : 도로명으로 봉화로를 고시

## 주요 경유지
- 김포시
  - 북변동 - 사우동 (일부는 감정동을 경유함)

## 접촉하는 도로
- 중봉로
- 중봉1로
- 북변1로
- 중구로
- 관순로
- 사우중로

## 주변 건물 및 시설
- 김포등기소 (봉화로 16/사우동 240-2)
- 김포고등학교·김포여자중학교 (봉화로 37-15/사우동 216)
- 위너스타운 (봉화로 42/사우동 213-1)
- 롯데주택3차 (봉화로 50/사우동 208-4)
- 롯데다세대주택 (봉화로 52/사우동 208-3)
- 농장마을신안아파트 (봉화로 59-6/사우동 1136)
- 늘푸른집 (봉화로 61/사우동 1164)
- 경기김포교육도서관 (봉화로 68/사우동 1142-6)
- 김포제일공업고등학교 (봉화로 69/북변동 477)
- 지호명가 (봉화로 85-1/북변동 431-19)
- 김포중학교 (봉화로 83/북변동 477)
- 제이와이빌 (봉화로 90/북변동 442-9)
- 코델리아 (봉화로 153/북변동 207-8)
- 한마을 (봉화로 157/북변동 207-2)
- 김포지역아동센터 (봉화로 160/북변동 200-22)
- 한터하이빌 (봉화로 164/북변동 200-19)
- 청송빌딩 (봉화로 172/북변동 202-2)
- 김포농협 (봉화로 176/북변동 448-15)
- 김포서초등학교 (봉화로 188/북변동 687)